# 12835 Stropek
12835 Stropek è un asteroide della fascia principale. Scoperto nel 1997, presenta un'orbita caratterizzata da un semiasse maggiore pari a 2,3218446 UA e da un'eccentricità di 0,1270011, inclinata di 7,81103° rispetto all'eclittica.